# Dark Eyes
Dark Eyes – album kwintetu Tomasza Stańki, którego premiera miała miejsce 16 października (handlowa – 20 października) 2009. To pierwszy album, gdzie wytwórnia ECM pozwoliła sobie wydać płytę w tzw. „polskiej cenie”, idąc śladem dużych, komercyjnych firm fonograficznych działających na polskim rynku. Motywem przewodnim płyty są „ciemne oczy” tajemniczej Marthy Hirsch z obrazu Oskara Kokoschki. Są tu również inspiracje Nowym Jorkiem, bo przecież Stańko „kocha jego rytm, puls, barwność, życie i bogactwo sztuki.
13 stycznia 2010 wydawnictwo uzyskało status podwójnie platynowej płyty w Polsce. W 2010 roku wydawnictwo zdobyło nagrodę polskiego przemysłu fonograficznego Fryderyk w kategorii: jazzowy album roku.

## Lista utworów
Autorem wszystkich utworów jest Tomasz Stańko, poza zaznaczonymi.
1. „So Nice”
2. „Terminal 7”
3. „The Dark Eyes of Martha Hirsch”
4. „Grand Central”
5. „Amsterdam Avenue”
6. „Samba Nova”
7. „Dirge for Europe” (muz. Krzysztof Komeda)
8. „May Sun”
9. „Last Song”
10. „Etiuda baletowa nr 3” (muz. Krzysztof Komeda)

## Sprzedaż
| OLiS- Oficjalna Lista Sprzedaży |    |    |    |    |    |    |    |    |    |    |
| Tydzień                         | 01 | 02 | 03 | 04 | 05 | 06 | 07 | 08 | 09 | 10 |
| Pozycja                         | 14 | 6  | 6  | 5  | 11 | 9  | 11 | 14 | 16 | 14 |